# Campionati del mondo di atletica leggera 2005 - 110 metri ostacoli
La gara dei 110 metri ostacoli maschili dei Campionati del mondo di atletica leggera di Helsinki 2005 si è disputata nelle giornate del 10 agosto (batterie), 11 agosto (semifinali) e 12 agosto (finale).

## Podio
| Posizione | Atleta         | Paese       |
| --------- | -------------- | ----------- |
| Oro       | Ladji Doucouré | Francia     |
| Argento   | Liu Xiang      | Cina        |
| Bronzo    | Allen Johnson  | Stati Uniti |

## Batterie

### Batteria 1
1. Thomas Blaschek,  Germania 13"86 Q
2. Allen Johnson,  Stati Uniti 13"92 Q
3. Yoel Hernández,  Cuba 14"03 Q
4. Ivan Bitzi,  Svizzera 14"26
5. Cédric Lavanne,  Francia 14"49
6. Alexandros Theofanov,  Grecia 14"73
7. Todd Matthews-Jouda,  Sudan 15"43

### Batteria 2
1. Liu Xiang,  Cina 13"73 Q
2. Redelén dos Santos,  Brasile 13"74 Q
3. Jonathan Nsenga,  Belgio 13"89 Q
4. Anier García,  Cuba 14"01 q
5. Elmar Lichtenegger,  Austria 14"04 q
6. Matti Niemi,  Finlandia 14"18
7. Jackson Quiñonez,  Ecuador 14"34
8. Baymurat Ashirmuradov,  Turkmenistan 15"52

### Batteria 3
1. Ladji Doucouré,  Francia 13"86 Q
2. Mateus Facho Inocêncio,  Brasile 13"96 Q
3. Chris Pinnock,  Giamaica 14"11 Q
4. Gregory Sedoc,  Paesi Bassi 14"24
5. Sergiy Demydyuk,  Ucraina 14"25
6. Karl Jennings,  Canada 14"30
7. Sultan Tucker,  Liberia 14"34
  - Andrea Giaconi,  Italia dns

### Batteria 4
1. Shi Dongpeng,  Cina 13"80 Q
2. Terrence Trammell,  Stati Uniti 13"80 Q
3. Igor Peremota,  Russia 13"89 Q
4. Robert Kronberg,  Svezia 13"90 q
5. Masato Naito,  Giappone 13"90 q
6. Allan Scott,  Regno Unito 14"18
7. Peter Coghlan,  Irlanda 14"57
8. Hon Sing Tang,  Hong Kong 14"83

### Batteria 5
1. Anselmo da Silva,  Brasile 13"96 Q
2. Dominique Arnold,  Stati Uniti 13"96 Q
3. Marcel van der Westen,  Paesi Bassi 14"01 Q
4. Paulo Villar,  Colombia 14"12
5. Joseph-Berlioz Randriamihaja,  Madagascar 14"18
6. Satoru Tanigawa,  Giappone 14"25
7. Felipe Vivancos,  Spagna 14"34
8. Julien M'Voutoukoulou,  Rep. del Congo 15"41

### Batteria 6
1. Dayron Robles,  Cuba 13"83 Q
2. Staņislavs Olijars,  Lettonia 13"86 Q
3. Joel Brown,  Stati Uniti 13"90 Q
4. Maurice Wignall,  Giamaica 13"90 q
5. Dudley Dorival,  Haiti 14"02 q
6. Wu Youjia,  Cina 14"38
7. David Ilariani,  Georgia 14"88
8. Suphan Wongsriphuck,  Thailandia 15"05

## Semifinali

### Semifinale 1
1. Ladji Doucouré,  Francia 13"35 Q
2. Dominique Arnold,  Stati Uniti 13"39 Q
3. Shi Dongpeng,  Cina 13"44
4. Yoel Hernández,  Cuba 13"54
5. Igor Peremota,  Russia 13"71
6. Redelén dos Santos,  Brasile 13"88
7. Masato Naito,  Giappone 13"88
8. Dudley Dorival,  Haiti 14"11

### Semifinale 2
1. Terrence Trammell,  Stati Uniti 13"31 Q
2. Liu Xiang,  Cina 13"42 Q
3. Staņislavs Olijars, Latvia 13"53
4. Anselmo da Silva,  Brasile 13"63
5. Robert Kronberg,  Svezia 13"69
6. Chris Pinnock,  Giamaica 13"73
7. Jonathan Nsenga,  Belgio 13"94
8. Anier García,  Cuba 13"99

### Semifinale 3
1. Allen Johnson,  Stati Uniti 13"23 Q
2. Maurice Wignall,  Giamaica 13"24 Q
3. Mateus Facho Inocêncio,  Brasile 13"39 q
4. Joel Brown,  Stati Uniti 13"43 q
5. Thomas Blaschek,  Germania 13"45
6. Marcel van der Westen,  Paesi Bassi 13"63
7. Elmar Lichtenegger, Austria 13"74
8. Dayron Robles,  Cuba 14"16

## Finale
1. Ladji Doucouré,  Francia 13"07
2. Liu Xiang,  Cina 13"08
3. Allen Johnson,  Stati Uniti 13"10
4. Dominique Arnold,  Stati Uniti 13"13
5. Terrence Trammell,  Stati Uniti 13"20
6. Joel Brown,  Stati Uniti 13"47
7. Maurice Wignall,  Giamaica 13"47
8. Mateus Facho Inocêncio,  Brasile 13"48